# Axel Wehrend
Axel Wehrend (* 1967) ist ein deutscher Tierarzt und Hochschullehrer an der Justus-Liebig-Universität Gießen. Seit 2008 ist er im Vorstand der Akademie für tierärztliche Fortbildung, seit 2012 deren Vorsitzender.

## Leben
Wehrend studierte an der Tierärztlichen Hochschule Hannover Veterinärmedizin und erhielt 1995 die Approbation als Tierarzt. Anschließend absolvierte er ein Aufbaustudium an der Tierärztlichen Hochschule Hannover und war bis 1998 wissenschaftlicher Mitarbeiter am Institut für Reproduktionsmedizin. 1997 promovierte er mit einer Arbeit zur Genexpression bei Kumulus-Oozyten-Komplexen. Im Januar 1998 wechselte er an die Klinik für Geburtshilfe, Gynäkologie und Andrologie der Justus-Liebig-Universität Gießen. 2002 erwarb er den Fachtierarzt für Zuchthygiene und Biotechnologie der Fortpflanzung sowie den Diplomate of the European College für Fortpflanzung. 2003 habilitierte er sich und nahm 2006 eine Professur an der Ambulatorischen und Geburtshilflichen Tierklinik der Veterinärmedizinischen Fakultät der Universität Leipzig an. 2007 folgte er einem Ruf zurück an die Klinik für Geburtshilfe, Gynäkologie und Andrologie der Justus-Liebig-Universität Gießen. Seit 2010 ist er Direktor des Klinikums Veterinärmedizin der Justus-Liebig-Universität Gießen.
Wehrend ist Schriftleiter der Zeitschrift Tierärztliche Praxis Großtiere, Vorsitzender der Fachgruppe Fortpflanzung und ihre Störungen der Deutschen Veterinärmedizinischen Gesellschaft und Mitglied des Vorstands der Deutschen Gesellschaft für Kleintiermedizin. Seit 2008 ist er Vorsitzender der Akademie für tierärztliche Fortbildung.
2023 erhielt Wehrend die Ehrendoktorwürde der Trakische Universität Stara Sagora (Bulgarien).